# Агмадабад (Зарандіє, 35°19′ пн.ш. 50°33′ сх.д.)
Агмадабад (перс. احمداباد) — село в Ірані, у дегестані Гакімабад, у Центральному бахші, шахрестані Зарандіє остану Марказі. За даними перепису 2006 року, його населення становило 0 осіб, що проживали у складі 0 сімей.

## Клімат
Середня річна температура становить 15,96 °C, середня максимальна – 35,26 °C, а середня мінімальна – -6,91 °C. Середня річна кількість опадів – 249 мм.
| Клімат поселення                              | Клімат поселення | Клімат поселення | Клімат поселення | Клімат поселення | Клімат поселення | Клімат поселення | Клімат поселення | Клімат поселення | Клімат поселення | Клімат поселення | Клімат поселення | Клімат поселення | Клімат поселення |
| Показник                                      | Січ.             | Лют.             | Бер.             | Квіт.            | Трав.            | Черв.            | Лип.             | Серп.            | Вер.             | Жовт.            | Лист.            | Груд.            |                  |
| Середній максимум, °C                         | 10,85            | 13,74            | 18,20            | 24,60            | 29,60            | 34,43            | 35,26            | 34,16            | 30,15            | 23,92            | 17,38            | 10,98            |                  |
| Середня температура, °C                       | 1,97             | 4,86             | 9,31             | 15,70            | 20,73            | 25,54            | 28,85            | 27,74            | 23,74            | 17,51            | 10,97            | 4,58             |                  |
| Середній мінімум, °C                          | −6,91            | −4,04            | 0,44             | 6,82             | 11,84            | 16,66            | 22,44            | 21,33            | 17,32            | 11,09            | 4,55             | −1,85            |                  |
| Норма опадів, мм                              | 36               | 35               | 44               | 30               | 21               | 4                | 1                | 1                | 1                | 15               | 25               | 36               |                  |
| Середньомісячна швидкість вітру, м/с          | 1.86             | 2.21             | 3.02             | 3.30             | 3.05             | 2.89             | 2.98             | 2.84             | 2.42             | 2.28             | 1.88             | 1.87             |                  |
| Середньомісячна сонячна радіація, кДж/м²·день | 8997             | 11785            | 14379            | 17961            | 21977            | 25952            | 25607            | 23302            | 19814            | 14591            | 10760            | 8560             |                  |
| --------------------------------------------- | ---------------- | ---------------- | ---------------- | ---------------- | ---------------- | ---------------- | ---------------- | ---------------- | ---------------- | ---------------- | ---------------- | ---------------- | ---------------- |
| Джерело:                                      |                  |                  |                  |                  |                  |                  |                  |                  |                  |                  |                  |                  |                  |